# Сологубівка
Сологубівка — село в Україні, у Оратівській селищній громаді Вінницького району Вінницької області. Розташоване на лівому березі річки Пікалка (притока Гнилої) за 17 км на північний захід від смт Оратів та за 12 км від станції Оратів. Населення становить 442 особи (станом на 1 січня 2018 р.).

## Історія
Станом на 1885 рік у колишньому власницькому селі Великоростівської волості Липовецького повіту Київської губернії мешкало 788 осіб, налічувалось 127 дворових господарств, існували православна церква, каплиця, школа та 2 постоялих будинки.
За переписом 1897 року кількість мешканців зросла до 1460 осіб (758 чоловічої статі та 702 — жіночої), з яких 1325 — православної віри.
17 грудня 2016 року у Сологубівці освячено храм УПЦ КП на честь Святого апостола і євангелиста Іоана Богослова.
12 червня 2020 року, відповідно розпорядження Кабінету Міністрів України № 707-р «Про визначення адміністративних центрів та затвердження територій територіальних громад Вінницької області», село увійшло до складу Оратівської селищної громади.
19 липня 2020 року, в результаті адміністративно-територіальної реформи та ліквідації Оратівського району, село увійшло до складу Вінницького району.

## Населення

### Мова
Розподіл населення за рідною мовою за даними перепису 2001 року:
| Мова       | Кількість | Відсоток |
| ---------- | --------- | -------- |
| українська | 622       | 99.04%   |
| російська  | 4         | 0.64%    |
| румунська  | 2         | 0.32%    |
| Усього     | 628       | 100%     |